# リアル☆リトル☆ガール/彼女になりたいっ!!! (ハロプロ研修生北海道 Ver.)
「リアル☆リトル☆ガール/彼女になりたいっ!!!(ハロプロ研修生北海道 Ver.)」（リアル・リトル・ガール/かのじょになりたいっ!!!（ハロプロけんしゅうせいほっかいどう バージョン））は、ハロプロ研修生北海道のインディーズ・デビューシングル。2017年7月5日にアップフロントワークスから発売された。
また、同年2月4日開催のハロー!プロジェクトによるコンサートツアー「Hello! Project 2017 WINTER」ニトリ文化ホール公演より会場先行販売された。

## 収録曲
1. リアル☆リトル☆ガール
作詞:城太郎、作曲:星部ショウ、編曲:高橋諭一
2. 彼女になりたいっ!!!(ハロプロ研修生北海道 Ver.)
作詞・作曲:つんく、編曲:大久保薫
3. リアル☆リトル☆ガール（Instrumental）
4. 彼女になりたいっ!!!(ハロプロ研修生北海道 Ver.)（Instrumental）